# Kevin Livingston
Kevin Livingston (Saint Louis, Missouri, 24 de maig de 1973) éx un exciclista estatunidenc que fou professional entre 1995 i 2002.
El 2013 el seu nom va aparèixer en un informe publicat pel senat francès como un dels trenta ciclistes que haurien donat positiu al Tour de França de 1998 amb caràcter retrospectiu, ja que es van analitzar les mostres d'orina d'aquell any amb els mètodes antidopatge actuals.

## Palmarès
- 1992
  - 1r al Tour de Gila i vencedor d'una etapa
- 1994
  -  Campió dels Estats Units amateur en ruta
  - Vencedor d'una etapa a la Volta a Àustria
- 1996
  - Vencedor d'una etapa a la Volta a Galícia
- 1997
  - Vencedor de 2 etapes al Tour de l'Ain

### Resultats al Tour de França
- 1997. 38è de la classificació general
- 1998. 17è de la classificació general
- 1999. 36è de la classificació general
- 2000. 37è de la classificació general
- 2001. 43è de la classificació general
- 2002. 56è de la classificació general

### Resultats al Giro d'Itàlia
- 2001. 114è de la classificació general

### Resultats a la Volta a Espanya
- 1995. 106è de la classificació general
- 1996. 61è de la classificació general